# Albert (antipape)
Pour les articles homonymes, voir Albert.
Albert est un antipape en janvier 1101.

## Biographie
Cardinal-évêque de diocèse suburbicaire de Porto-Santa Rufina, Albert est élu en janvier 1101 en succession de l'antipape Thierry, lui-même successeur de Clément III (Guibert de Ravenne).
Après son élection, des troubles éclatent à Rome. Il se réfugie dans la demeure d'un partisan de l'ancien antipape Clément III près de Saint-Marcel. Trahi par son protecteur qui s'était laissé soudoyer par le pape légitime, il est traîné devant son rival, Pascal II, qui le dépouille de ses insignes, l'humilie publiquement, le fait emprisonner brièvement dans une tour au Latran et le condamne à être enfermé au monastère de Saint-Laurent d'Aversa, en Campanie, dans l'Italie méridionale. Il y demeure jusqu’à la fin de ses jours.